# 沃尔特·沙夫纳
沃尔特·沙夫纳（1944年10月26日—）是一位瑞士分子生物学家，曾任苏黎世大学分子生物学研究所所长，知名于在SV40病毒中发现增强子。